# Quihita
Quihita – miasto w Angoli, w prowincji Huíla.